# Distrito Río Barrancas (Mendoza)
Río Barrancas es un distrito del departamento Malargüe de la provincia de Mendoza, Argentina. Se ubica en el suroeste del departamento. 
El Río Barrancas, de quien recibe su nombre, representa el límite sur del distrito y al mismo tiempo del Departamento y de la Provincia, separándolos de la vecina provincia de Neuquén.
Su localidad principal es Ranquil Norte, un pequeño poblado que cuenta con algunos servicios básicos, como Centro de Salud, Escuela (primaria y secundaria) y Policía así como algunos negocios.

## Geografía

### Población
Según el INDEC en 2001 tenía 655 habitantes.

### Sismicidad
La sismicidad del área de Cuyo (centro oeste de Argentina) es frecuente y de intensidad baja, y un silencio sísmico de terremotos medios a graves cada 20 años.
Sismo de 1861aunque dicha actividad geológica catastrófica, ocurre desde épocas prehistóricas, el terremoto del 20 de marzo de 1861 (163 años) señaló un hito importante dentro de la historia de eventos sísmicos argentinos ya que fue el más fuerte registrado y documentado en el país. A partir del mismo la política de los sucesivos gobiernos mendocinos y municipales han ido extremando cuidados y restringiendo los códigos de construcción. Y con el terremoto de San Juan de 1944 del 15 de enero de 1944 (81 años) el gobierno sanjuanino tomó estado de la enorme gravedad sísmica de la región.
Sismo del sur de Mendoza de 1929muy grave, y al no haber desarrollado ninguna medida preventiva, mató a 30 habitantes
Sismo de 1985fue otro episodio grave, de 9 s de duración, derrumbando el viejo Hospital del Carmen de Godoy Cruz.